# Club Social y Deportivo Textil Mandiyú

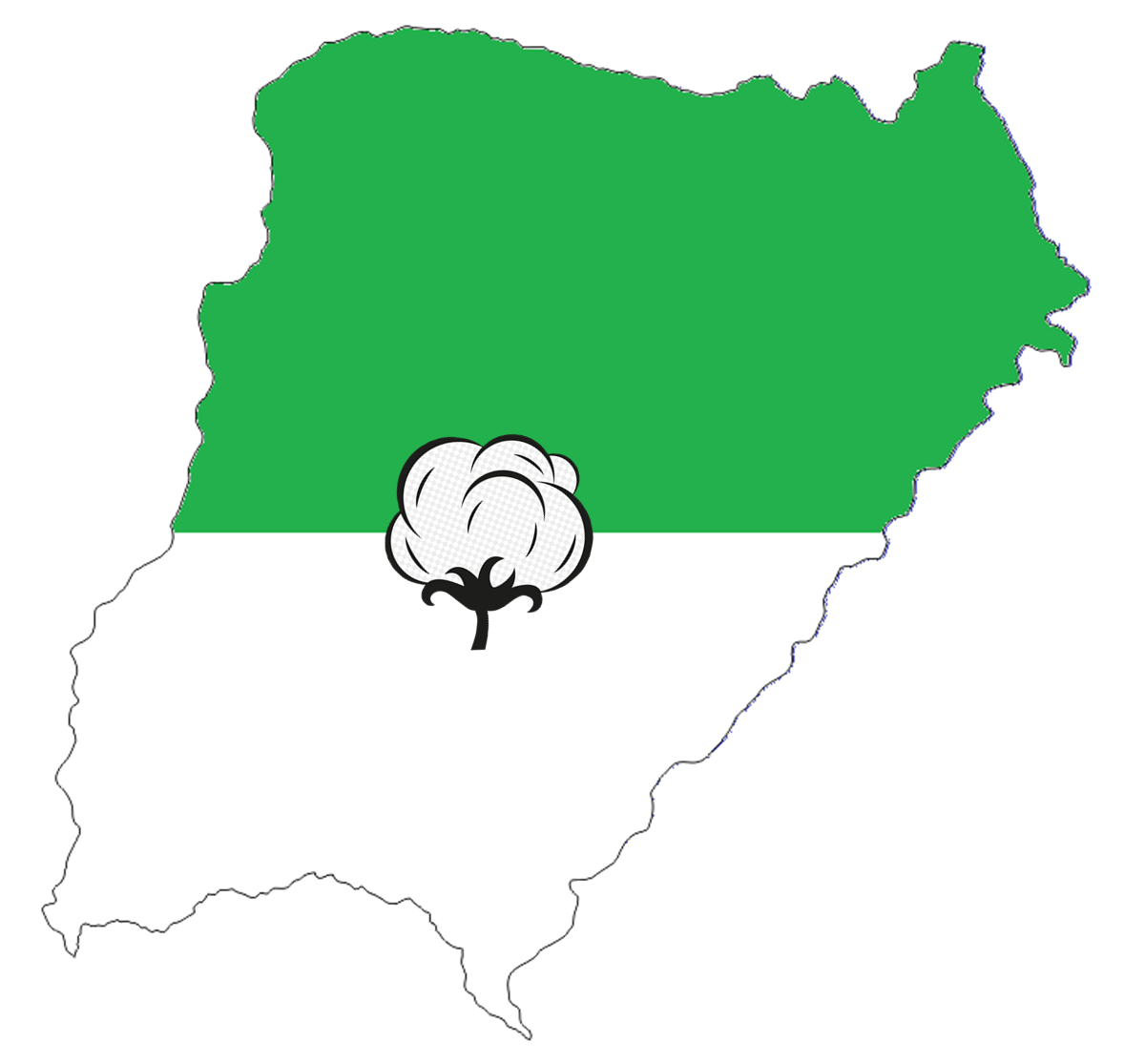
Logo del club

Il Deportivo Textil Mandiyú, o semplicemente Mandiyú, è stata una società calcistica argentina con sede nella città di Corrientes, nell'omonima provincia dell'Argentina nord-orientale. Nell'ultima stagione di attività militava nel Torneo Argentino B, divisione regionale della quarta serie argentina.
Il termine Mandiyú vuol dire "cotone" nella lingua guaraní.

## Storia
Il club venne fondato a Corrientes il 14 dicembre 1952 da un gruppo di lavoratori tessili della locale azienda Tipoiti. Il nome originale era Club Deportivo Tipoiti, per poi assumere l'attuale denominazione poiché l'AFA non accettava nomi ispirati a compagnie commerciali.
Il periodo di maggior successo del club fu tra il 1988 e il 1995, allorché disputarono 7 stagioni consecutive nella massima serie argentina. I migliori risultati furono il terzo posto nel Clausura 1991 e il sesto posto nell'Apertura 1991.
Per un breve periodo, nel 1995, la squadra fu allenata da Diego Armando Maradona.

## Statistiche in Primera División
- 1988/89: 14°
- 1989/90: 10°
- 1990 Apertura: 17°
- 1991 Clausura: 3°
- 1991 Apertura: 6°
- 1992 Clausura: 18°
- 1992 Apertura: 13°
- 1993 Clausura: 12°
- 1993 Apertura: 13°
- 1994 Clausura: 20°
- 1994 Apertura: 19°
- 1995 Clausura: 18° - Retrocesso

## Palmarès

### Competizioni nazionali
- Primera B Nacional: 1

1988
- Torneo Federal B: 1

2016

### Altri piazzamenti
- Campionato argentino:

Terzo posto: Clausura 1991